# Un homme et une femme (groupe)
Pour les articles homonymes, voir Un homme et une femme (homonymie).
Un homme et une femme est un groupe de rock français originaire de la région parisienne.
Le groupe est composé de Franck Travert (chant, guitare), Steve Travert (batterie) et Kevin Pierre Emile (guitare).

## 2006:La seconde(EP)
1. La seconde
2. Mon seul amour
3. La falaise
4. 10 jours en mai

## 2006:Alamera
1. La seconde
2. Mon seul Amour
3. 10 jours en mai
4. La falaise
5. Parle à ton Père
6. Point nord
7. Qui veut y aller ?
8. La rue
9. Le tour De L'île
10. Alamera

## 2009:Opium
1. Comme des dollars
2. Ma vie invisible
3. Deux plumes
4. Se démolir
5. La pieuvre
6. Les montres rêvent aussi
7. Les insoumis
8. Sous les Paupières
9. Vous je vous Aime C'est différent
10. Si j'étais Elle